# Łagiewniki (Kielce)
Pour les articles homonymes, voir Łagiewniki.
Łagiewniki est une localité polonaise de la gmina de Chmielnik, située dans le powiat de Kielce en voïvodie de Sainte-Croix.